# مشروع إبيكا

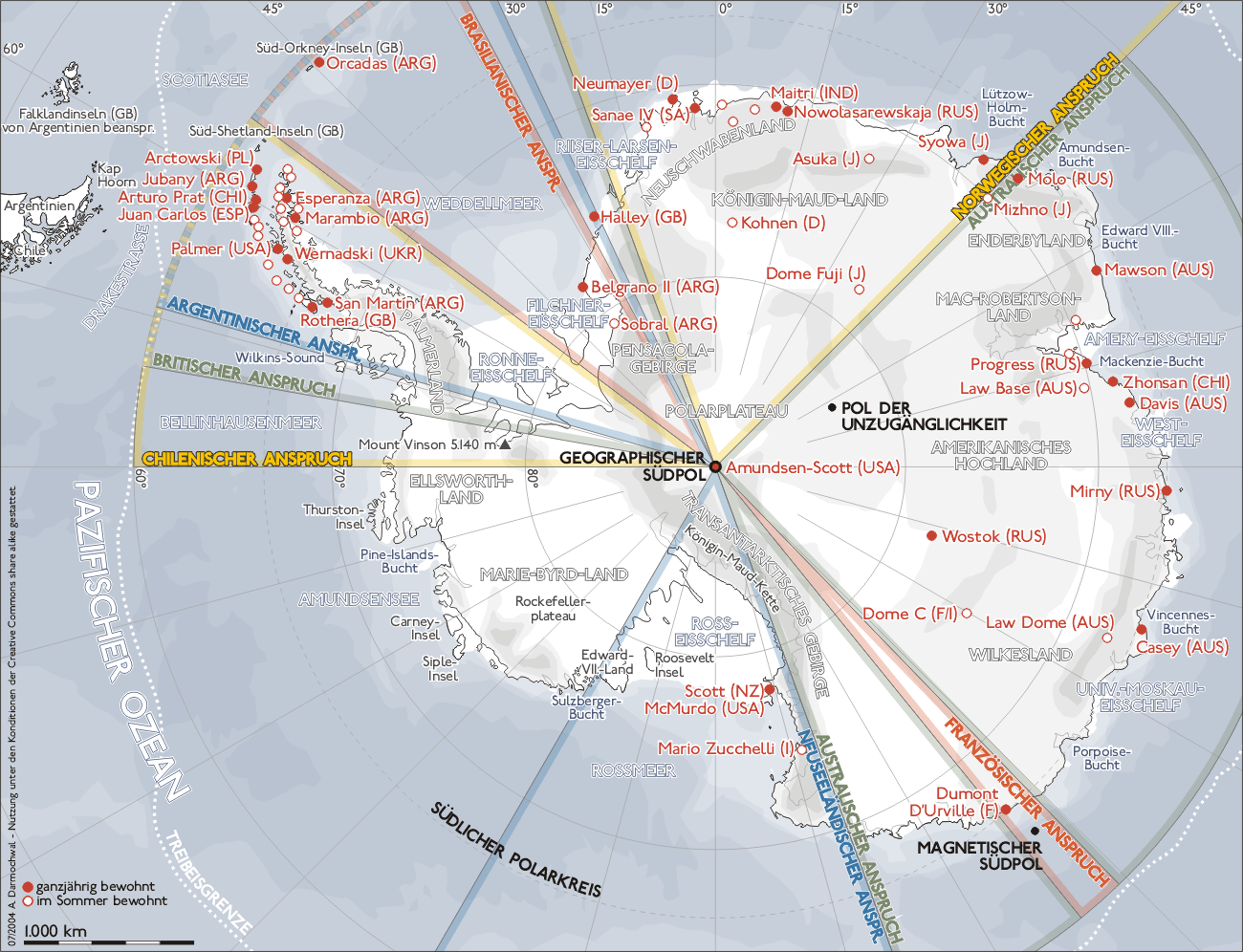

إبيكا (بالإنجليزية: EPICA) هي اختصار العبارة "European Project for Ice Coring in Antarctica" أي المشروع الأوروبي لاستخراج عينات من الجليد في انتراكتيكا (القارة القطبية الجنوبية).

## هدف المشروع
الهدف الرئيسي هو الحصول على معلومات كاملة عن المناخ وحالة الطبقة الجوية (الأتموسفير) التي كانت سائدة في العصر الجليدي والمختزنة في عينات من الجليد، ثم مقارنتها مع عينات جليدية مأخوذة من جزيرة غرينلاند في شمال أمريكا، مم يمكن من معرفة حالة المناخ التي كانت منذ عصور ومراقبة التطور والتغيرات الحاصلة.

## تاريخ المشروع
بدأ العمل في المشروع منذ عام 1996 حتى 2005 بتمويل من المفوضية الأوروبية، حيث بنيت في منطقة القطب الجنوبي مركز كونكورديا للأبحاث في منطقة معروفة باسم قبة سي "C Dome" لاستخراج العينات الجليدية، بالإضافة لمحطة كوهنين للدراسات.الدول المشاركة في المشروع : بلجيكا، الدنمارك، فرنسا، ألمانيا، إيطاليا، هولندا، النرويج، السويد، سويسرا، والمملكة المتحدة.

## وصلات خارجية
- إبيكا في جمعية العلوم الأوروبية نسخة محفوظة 19 فبراير 2007 على موقع واي باك مشين.
- صفحة محطة كوهنين في مؤسسة ألفرد فيغنر
- تغطية BBC